# Roque Vallejos
Pour les articles homonymes, voir Vallejos.
Roque Vallejos (né à Asuncion en 1943 et mort dans la même ville le 2 avril 2006) était un poète, psychiatre et essayiste paraguayen.

## Biographie
Il fut médecin légiste dans la Cour Suprême de la Justice et un membre et le président de l'Academia de la Lengua Paraguaya.
Il appartint à l'appelée 60e génération, un collectif intéressé à la poésie sociale et la politique pendant la dictature d'Alfredo Stroessner (1954-1989).

## Ouvrages
- Los arcángeles ebrios (Les Archanges Ivres) (1964)
- Poemas del Apocalipsis (Des poèmes de l'Apocalypse) (1969)
- Los labios del silencio (Les Lèvres du silence) (1986)
- Tiempo baldío (Du temps vain) (1988)